# Беттембург (комуна)
Беттембург (люксемб. Beetebuerg, фр. Bettembourg, нім. Bettemburg) — комуна Люксембургу. Входить до складу кантону Еш-сюр-Альзетт в окрузі Люксембург.

## Географія
Площа території комуни становить 21,49 км² (47-е місце за цим показником серед 116 комун Люксембургу).
Висота найвищої точки комуни над рівнем моря становить 338 метрів (100-е місце за цим показником серед комун країни), найнижчої — 267 метрів (79-е місце).

## Демографія
Станом на 2011 рік на території комуни мешкало 9 809 ос.
Динаміка чисельності населення:

## Адміністративний поділ
До складу комуни входять такі поселення:
| Поселення  | Населення за даними переписів: | Населення за даними переписів: | Населення за даними переписів: |
| Поселення  | на 31.03.1981                  | на 01.03.1991                  | на 15.02.2001                  |
| ---------- | ------------------------------ | ------------------------------ | ------------------------------ |
| Абвайлер   | 83                             | 98                             | 72                             |
| Беттембург | 5 813                          | 6 343                          | 7 157                          |
| Феннанж    | 110                            | 225                            | 282                            |
| Хунхеранж  | 383                            | 562                            | 591                            |
| Нерцанж    | 739                            | 792                            | 961                            |